# Parasetodes respersellus
Parasetodes respersellus är en nattsländeart som först beskrevs av Jules Pièrre Rambur 1842.  Parasetodes respersellus ingår i släktet Parasetodes och familjen långhornssländor. Inga underarter finns listade i Catalogue of Life.